# Tobias Steffen
Tobias Steffen (* 3. Juni 1992 in Leer) ist ein deutscher Fußballspieler.

## Karriere
Steffen begann mit fünf Jahren 1997 beim SV Eiche Ostrhauderfehn mit dem Fußballspielen. Anschließend spielte er bei TuRa 07 Westrhauderfehn. Er lief in der Jugend zwei Jahre für BV Cloppenburg, 2008/09 für den VfL Osnabrück und ab 2009 für Bayer 04 Leverkusen auf. Er wurde 2010/11 Torschützenkönig der A-Junioren-Bundesliga-West. Im Juli 2011 wechselte er für zwei Spielzeiten auf Leihbasis zu Energie Cottbus und kam dort auf sechs Einsätze in der zweiten Mannschaft und zwei Partien für die erste Mannschaft. Sein Vertrag wurde in der Winterpause jedoch vorzeitig aufgelöst und er kehrte zurück zu Bayer 04 Leverkusen II. Am 22. November 2012 gab Steffen sein Debüt in der ersten Mannschaft von Bayer Leverkusen. Beim Europa-League-Spiel bei Metalist Charkiw (0:2) stand er in der Startelf. Nachdem sein Vertrag bei Bayer ausgelaufen war, wechselte er zur Saison 2013/14 zum Regionalligisten Fortuna Köln. Dort absolvierte Steffen 30 Spiele und stieg mit der Fortuna aus der Regionalliga in die 3. Liga auf. Am Ende der Aufstiegssaison ging er zurück in die Regionalliga West zu Rot-Weiss Essen.
Nach einer Saison, in der er zwei Tore in 23 Ligaspielen erzielt hatte, wechselte Steffen im August 2015 zunächst zum BSV Rehden, löste seinen Vertrag dort aber im Oktober 2015 wieder auf und war zunächst vereinslos. Er wurde Anfang Januar 2016 vom BV Cloppenburg verpflichtet und ging im Sommer 2016 zum Regionalligisten SV Rödinghausen. In seiner stärksten Saison 2017/18 gelangen ihm 12 Tore in 25 Spielen. In der Vorbereitung auf die neue Spielzeit erlitt er im Juli 2018 einen Kreuzbandriss. Nach seiner Genesung kam er kaum noch zu Einsätzen und so wechselte Steffen im Januar 2020 zum Landesligisten Preußen Espelkamp. Im August 2020 verpflichtete ihn der Regionalligist VfB Oldenburg. In seinem ersten Spiel für den neuen Verein verletzte sich der Angreifer erneut schwer. Im Sommer 2021 wechselte Steffen zum Regionalligisten SV Atlas Delmenhorst.
Seit der Saison 2023/24 spielt Steffen für den BSV Kickers Emden. In seiner ersten Saison in der Oberliga gelang ihm mit der Mannschaft als Meister der Aufstieg in die Regionalliga Nord, wozu Steffen mit 19 Toren in 31 Einsätzen beitrug.